# Senseneb

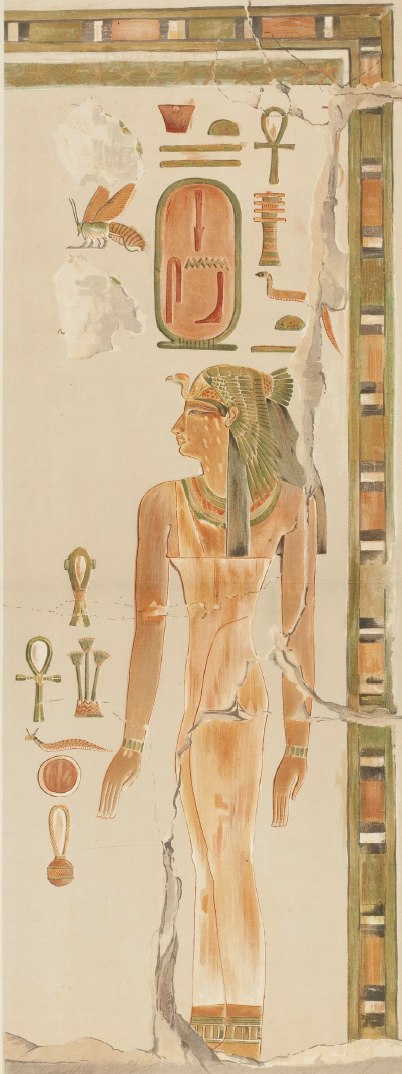
Dibujo de Howard Carter de un relieve pintado de Senseneb, madre de Tutmosis I.

Senseneb (también transcrito Seniseneb) fue la madre del faraón Tutmosis I de inicios del Imperio Nuevo. Solo tuvo el título de Madre del Rey (Mw.t-nswt) y, por tanto, se cree que era plebeya. Senseneb es conocida gracias a la estela El Cairo CG 34006, procedente de Wadi Halfa, donde es mostrada jurando lealtad como la madre del rey en la ceremonia de coronación de su hijo Tutmosis I. Senseneb aparece también en algunos de los relieves policromados del Templo funerario de Hatshepsut en Deir el-Bahari.